# Nikola Karabatić

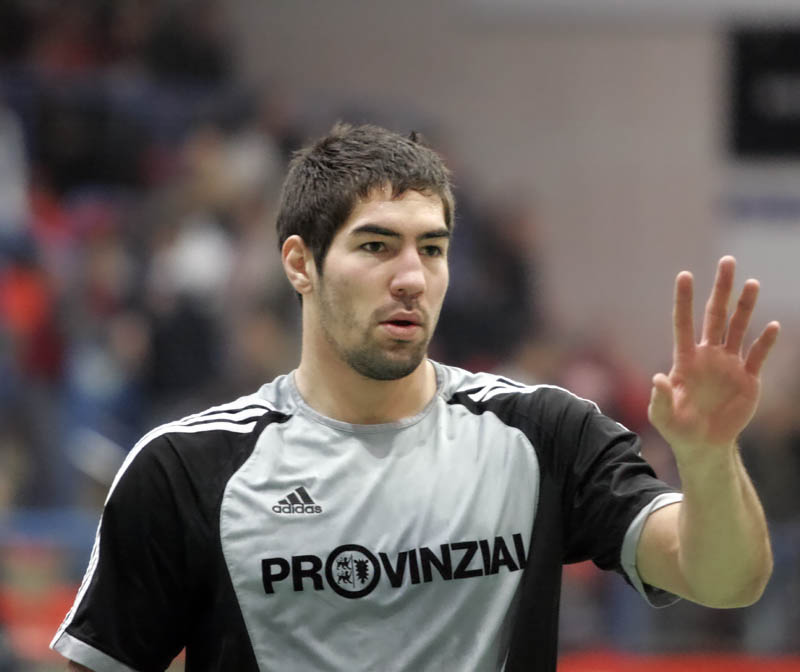
Nikola Karabatić

Nikola Karabatić (Niš, Serbia, 11 de abril de 1984)  es un exjugador de balonmano francés, de origen croata por su padre y serbio por su madre. Ocupaba el puesto de lateral izquierdo o de central tanto en la selección de Francia como en su club, Paris Saint-Germain Handball. Es hijo de un balonmanista internacional por Yugoslavia. Es considerado uno de los mejores jugadores de balonmano de toda la historia, habiendo sido elegido "Mejor Jugador del Mundo" en 2007, 2014 y 2016.
Tiene un hermano menor también jugador de balonmano, Luka Karabatić (n. 1988).

## Equipos
- 2000-2005:  Montpellier HB
- 2005-2009:  THW Kiel
- 2009-2012:  Montpellier HB
- 2013:   Pays d'Aix
- 2013-2015:  F.C. Barcelona
- 2015-2024:  PSG

## Palmarés

### Selección nacional
| Juegos Olímpicos   | Juegos Olímpicos     | Juegos Olímpicos  | Juegos Olímpicos |
| Año                | Lugar                | Medalla           |                  |
| ------------------ | -------------------- | ----------------- | ---------------- |
| 2008               | Pekín                | Medalla de oro    |                  |
| 2012               | Londres              | Medalla de oro    |                  |
| 2016               | Río de Janeiro       | Medalla de plata  |                  |
| 2020               | Tokio                | Medalla de oro    |                  |
| Campeonato Mundial |                      |                   |                  |
| Año                | Lugar                | Medalla           |                  |
| 2005               | Túnez                | Medalla de bronce |                  |
| 2009               | Croacia              | Medalla de oro    |                  |
| 2011               | Suecia               | Medalla de oro    |                  |
| 2015               | Catar                | Medalla de oro    |                  |
| 2017               | Francia              | Medalla de oro    |                  |
| 2019               | Alemania y Dinamarca | Medalla de bronce |                  |
| 2023               | Polonia y Suecia     | Medalla de plata  |                  |
| Campeonato Europeo |                      |                   |                  |
| Año                | Lugar                | Medalla           |                  |
| 2006               | Suiza                | Medalla de oro    |                  |
| 2008               | Noruega              | Medalla de bronce |                  |
| 2010               | Austria              | Medalla de oro    |                  |
| 2014               | Dinamarca            | Medalla de oro    |                  |
| 2018               | Croacia              | Medalla de bronce |                  |
| 2024               | Alemania             | Medalla de oro    |                  |

### Montpellier HB
- Liga de Campeones (2003)
- Liga Francesa (2002, 2003, 2004, 2005, 2010, 2011 y 2012)
- Copa de Francia (2001, 2002, 2003, 2005 y 2010)
- Copa de la Liga de Francia (2004, 2005 y 2006)
- Supercopa de Francia (2010)

### THW Kiel
- Liga de Campeones (2007)
- Bundesliga (2006, 2007, 2008 y 2009)
- Copa de Alemania (2007, 2008 y 2009)
- Supercopa de Alemania (2005, 2007 y 2008)
- Supercopa de Europa (2007)

### F.C. Barcelona
- Liga de Campeones 2015
- Liga ASOBAL (2014 y 2015)
- Copa ASOBAL (2014 y 2015)
- Copa del Rey (2014 y 2015)
- Supercopa de España de Balonmano (2013 y 2014)
- Campeonato Mundial de Clubes de Balonmano (2013 y 2014)

### PSG
- Liga de Francia de balonmano (9): 2016,  2017, 2018, 2019, 2020, 2021, 2022, 2023, 2024
- Copa de la Liga de balonmano (3): 2017, 2018, 2019
- Copa de Francia de balonmano (4): 2017, 2018, 2021, 2022
- Supercopa de Francia (3): 2016, 2019, 2023

### Consideraciones personales
- IHF Jugador del Año (2007, 2014 y 2016).
- Mejor lateral izquierdo de la liga de Francia en 2004 y 2005
- Mejor lateral izquierdo del Campeonato de Europa en 2004
- Mejor lateral izquierdo de la Bundesliga en 2006
- Mejor lateral izquierdo del Campeonato Mundial de 2007
- Mejor lateral izquierdo del Torneo de París Ile de France en 2007
- Mejor jugador de la Bundesliga en 2007 y 2008
- Máximo goleador de la Copa de Europa en 2007
- Mejor jugador y máximo goleador del Campeonato de Europa de 2008
- Mejor central del Campeonato de Europa en 2010[1]
- Mejor jugador en el Campeonato del Mundo de 2011
- Mejor central de los Juegos Olímpicos de 2012[2]
- MVP del Campeonato Mundial de Balonmano Masculino de 2017[3]